# 林平 (1920年)
林平（1920年3月11日—），原名林昌全，男，浙江镇海人，中华人民共和国政治人物、外交官，

## 生平
1937年，投身抗日革命工作。1938年7月加入中国共产党。1938年，参加新四军，此后历华中野战军、华东野战军和中国人民解放军任职。1953年底，调入外交部，任外交部美澳司专员，后升任美澳司副司长。1965年6月，出任中国国际贸易促进委员会驻智利共和国商务代表。1971年6月，出任首位中华人民共和国驻智利大使。1973年3月，任外交部美洲大洋洲司司长。同年参与编写外交部《新情况》第153期。1978年11月，初任中华人民共和国驻澳大利亚大使。1980年4月，兼任中华人民共和国驻巴布亚新几内亚大使。1983年8月，卸任驻澳大利亚大使。